# کترین (داکوتای شمالی)
کترین(به انگلیسی: Kathryn) شهری در ایالت داکوتای شمالی کشور ایالات متحده آمریکا است که جمعیت آن در سرشماری سال ۲۰۱۰ میلادی، ۵۲ نفر بوده‌است.